# Угон Ту-154 в Пакистан
Угон Ту-154 в Пакистан — крупнейший угон советского авиалайнера, совершённый заключёнными изолятора временного содержания города Нерюнгри в воскресенье 19 августа 1990 года.

## Сведения о рейсе 4076

### Самолёт
Ту-154Б-2 (регистрационный номер СССР-85323, заводской 79А323, серийный 0323) был выпущен Куйбышевским авиационным заводом (КуАПО) в январе 1979 года. 13 февраля того же года был передан авиакомпании «Аэрофлот» (с 13 февраля 1979 года по 18 мая 1989 года — Восточное-Сибирское УГА, Иркутский ОАО; с 18 мая 1989 года — Якутское УГА, Нерюнгринский ОАО). Оснащён тремя турбовентиляторными двигателями НК-8-2У производства КМПО.

### Экипаж
- Командир воздушного судна (КВС) — Анатолий Листопадов.
- Второй пилот — Сергей Турьев.
- Штурман — Александр Орловский.
- Бортинженер — Алексей Камошин.
- Бортпроводники:
  - Татьяна Шарфгалиева,
  - Наталья Филиппенко,
  - Сергей Рыбников.

## Угон самолёта
19 августа 1990 года 15 заключённых изолятора временного содержания в Нерюнгри перевозили в город Якутск рейсом SU-4076 авиакомпании «Аэрофлот».
Рейс 4076 с 7 членами экипажа и 85 пассажирами на борту вылетел из Нерюнгри в 06:25, но через 15 минут после взлёта в авиадиспетчерскую аэропорта Нерюнгри поступил сигнал «ОПАСНО». Угонщикам удалось пронести на борт самолёта обрез, который передал им через охранника, получившего в виде взятки спортивный костюм, один из друзей главаря угонщиков — 28-летнего Владимира Евдокимова. За бомбу они выдавали муляж.
Также оказалось, что на 15 заключённых было всего 3 пары наручников. Заключенные захватили в заложники пассажиров и 3 милиционеров-конвоиров (сержантов Сергея Борща (1965—2016), Валерия Варлыгу и Игоря Смурыгина), также захватив у них оружие.
В 08:10 19 августа рейс 4076 снова приземлился в Нерюнгри. Там заключенные потребовали автоматы, рации и парашюты, а также выдачи им из изолятора временного содержания заключенных Сергея Молошникова (организатора угона) и Владимира Петрова. Эти требования были выполнены. Угонщики, в свою очередь, освободили трех конвоиров, женщин и детей, из 15 заключённых шесть также покинули самолёт.
В 13:00 лайнер вылетел из Нерюнгри и в 15:45 приземлился в Красноярске, затем в 17:25 (после 1,5 часовой стоянки) рейс 4076 вылетел из Красноярска и в 20:45 приземлился в Ташкенте. Там у угонщиков произошла «смена власти» (вместо Владимира Евдокимова операцию по угону возглавил Андрей Исаков), а четверо из них, имевших статьи обвинения по нетяжким преступлениям, в итоге предпочли сдаться властям и остаться в СССР. В 07:24 20 августа лайнер с оставшимися на борту 36 заложниками (7 членов экипажа и 29 пассажиров) и 11 угонщиками вылетел в Пакистан, где в 11:29 приземлился в Карачи. Над аэропортом Карачи лайнер кружил более 1,5 часов — местные власти отказывались принимать самолёт и даже угрожали сбить его силами ПВО. И только когда пилоты сообщили авиадиспетчерам, что у них заканчивается авиатопливо, а на борту находятся гражданские пассажиры, им разрешили посадку. Прямо в аэропорту Карачи угонщики были арестованы и помещены в тюрьму.

## Дальнейшие события
В сентябре 1990 года состоялся суд. 11 угонщиков были приговорены Верховным судом Пакистана к смертной казни. В октябре один из угонщиков повесился (по словам Константина Шатохина, другого угонщика, его убили), другой месяц спустя умер от теплового удара, третий вскоре также совершил самоубийство. В связи с распадом СССР в 1991 году смертный приговор заменили на пожизненное заключение.
В мае 1991 года МИД СССР подал прошение о выдаче угонщиков. В прошении было отказано. Угонщики сами подавали апелляции о возвращении их в СССР вплоть до его распада в декабре 1991 года. В июне 1992 года МИД России вновь подал прошение о выдаче подозреваемых и вновь был отказ. Только в сентябре 1998 года угонщики были амнистированы в честь 50-летия независимости Пакистана.
Двое угонщиков (уроженцев Украины) остались в тюрьме. 6 угонщиков были выданы России, суд в Якутии вынес им максимально строгий приговор — 15 лет лишения свободы, но в итоге им зачли отбытый в Пакистане срок и вскоре многие вышли на свободу. Уроженцев Украины Максима Левченко и Константина Шатохина освободили в сентябре 2000 года, и они тоже вернулись на родину.

## Дальнейшая судьба самолёта
Лайнер с изменённым номером рейса (SU-4077) вылетел из Карачи в 21:15 20 августа и в 23:40 приземлился в Ташкенте. 21 августа рейс 4077 вылетел из Ташкента в 15:50 и в 18:10 приземлился в Новосибирске. Затем самолёт вылетел из Новосибирска в 00:00 22 августа и в 03:10 вернулся в Нерюнгри.
Ту-154Б-2 борт СССР-85323 продолжил эксплуатироваться авиакомпанией «Аэрофлот». С 1993 по 1996 год (уже под б/н RA-85323) эксплуатировался Нерюнгринским ГАП. 19 августа 1996 года был куплен авиакомпанией «ЯкутАвиаТранс», с августа 1997 года находился в ней на хранении. В январе 2013 года был списан и разделан на металлолом.

## В массовой культуре
- Киностудия МВД СССР в 1991 году сняла документальный фильм «Полёт за возмездием» по мотивам истории угона самолёта заключёнными (режиссёр Борис Байбаков)[3].
- В 2007 году телеканал НТВ снял документальный фильм «Воздушная тюрьма» из цикла «Следствие вели…».